# Idaea cletima
Idaea cletima là một loài bướm đêm trong họ Geometridae.